# Typhonium johnsonianum
Typhonium johnsonianum là một loài thực vật có hoa trong họ Ráy (Araceae). Loài này được A.Hay & S.M.Taylor miêu tả khoa học đầu tiên năm 1996.